# Demag Cranes

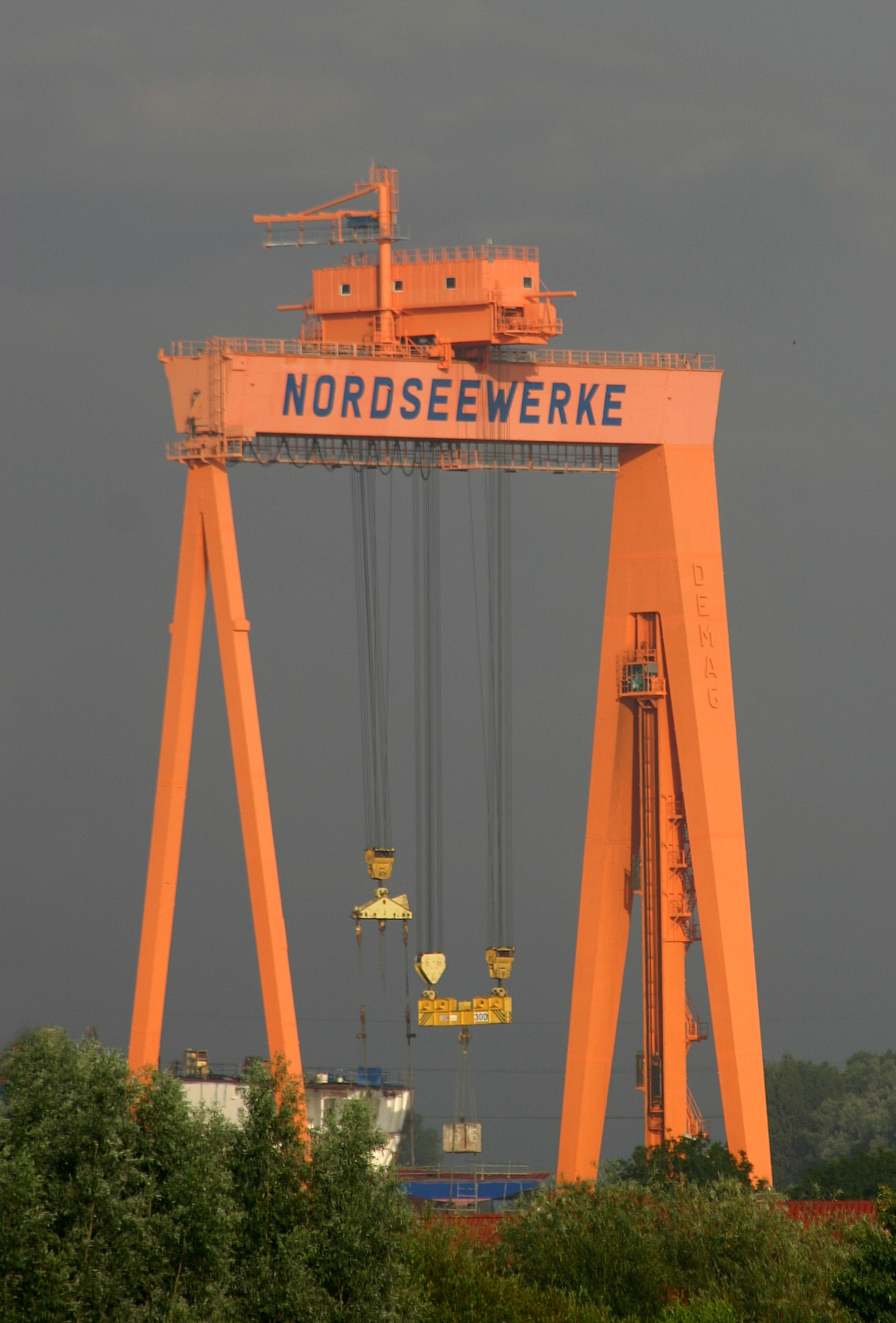
Portique sur les docks de la mer du Nord près de Emden.

Demag Cranes & Components GmbH est une entreprise allemande fabriquant des grues et des composants pour grues. Elle succède à Demag Cranes AG qui était cotée à la bourse MDAX après sa fusion en 2014 avec Gottwald Port Technology GmbH pour former Terex MHPS Gmbh. Après avoir été rachetée en 2011 par le groupe américain Terex, la société appartient depuis 2017 au groupe finlandais Konecranes.

## Histoire
L'origine de la société Demag Cranes & Components Gmbh remonte à 1819 avec la création de Mechanische Werkstätten Harkort & Co. à Wetter dans le land de Rhénanie-du-Nord-Westphalie. En 1910, la société fusionne avec la Deutsche Maschinenbau-Aktiengesellschaft (Demag).
L'entreprise pionnière de la technologie portuaire actuelle Gottwald Port Technology a été fondée en 1906 sous le nom de Maschinenfabrik Ernst Halbach AG à Düsseldorf. L'usine et la marque Leo Gottwald KG, ont été rachetés par Demag en 1988, entreprise du groupe Mannesmann depuis 1973.
Lors de la réorganisation du groupe Mannesmann en 1992, la société Mannesmann Demag Fördertechnik AG est créée avec son siège social implanté à Wetter. En 1996, la société intègre la division des grues mobiles et est renommée Mannesmann Dematic AG en 1997. Lors de la dissolution du groupe Mannesmann en 2000, Demag Holding est racheté par Siemens qui la fusionne avec sa division logistique pour former Siemens Dematic AG, qui devient Dematic GmbH & Co. KG en 2006. Cette société comprenait également les activités grues de Siemens AG. Quelques mois plus tard, Siemens vend la société au fonds d'investissement américain KKR & Co. (Kohlberg, Kravis, Roberts) sauf la division grues mobiles que Siemens vend en 2011 au groupe américain de machines de construction Terex.

## Fusion ratée avec Konecranes
En mai 2010, le fonds d'investissement suédois Cevian Capital prend une participation de 10 % dans la société et en devient le premier actionnaire, ce qui déclenche une intense phase de spéculation. Le 8 octobre 2010, le groupe Demag Cranes confirme avoir été contacté par des sociétés étrangères, mais qu'il n'est pas à vendre. Le même jour, le groupe concurrent finlandais Konecranes confirme que Demag Cranes a rejeté son offre de négociations.
Le 2 mai 2011, Terex présente une offre publique d'achat de 41,75 euros par action, portée à 45,50 euros le 16 juin 2011. Le 5 juillet 2011, l'offre d'achat est acceptée par plus de 71 % des actionnaires. En janvier 2014, Terex retire Demag Cranes de la bourse.

## Rachat par Konecranes
Le 16 mai 2016, le groupe Terex annonce avoir vendu Terex MHPS Business à la société finlandaise Konecranes pour la somme de 1,13 milliard d'euros qui l'a renommée « Demag Cranes & Components GmbH ».

## Activité
Demag Cranes & Components GmbH fabrique sa gamme de produits dans seize pays et exploite un réseau mondial de vente et de services à travers des filiales, des agences de représentation ou des distributeurs importateurs locaux dans plus de soixante pays.
Demag Cranes dispose d'une large gamme de solutions complexes de levage industriel : pont roulant et palan à câble.